# الحركة الشعبية لتحرير السودان في المعارضة
الحركة الشعبية لتحرير السودان في المعارضة، ويعرف أيضا باسم القوات المعادية للحكومة هو حزب سياسي في جنوب السودان يتألف من عرقية النوير ومجموعة متمردة انفصلت عن الحركة الشعبية لتحرير السودان في الحرب الأهلية الجنوبية السودانية.
قائد الحزب هو رياك مشار.